# L'Aufinac
El L'Aufinac és una muntanya de 345 metres que es troba al municipi de Pratdip, a la comarca catalana del Baix Camp.